# شهرستان ایالومیتسا
شهرستان ایالومیتسا (به لاتین: Ialomița County) یک județ در رومانی است که در رومانی واقع شده‌است.

## خصوصیات
شهرستان ایالومیتسا ۲۹۶٬۵۷۲ نفر جمعیت دارد.